# NGC 63
NGC 63 je spirální galaxie vzdálená od nás zhruba 61 milionů světelných let v souhvězdí Ryb.